# Groupe régional indépendant
 (septembre 2024).
Si vous disposez d'ouvrages ou d'articles de référence ou si vous connaissez des sites web de qualité traitant du thème abordé ici, merci de compléter l'article en donnant les références utiles à sa vérifiabilité et en les liant à la section « Notes et références ».
Le Groupe Régional Indépendant est un groupe de peintres nantais, créé en 1934 par Michel Noury, Henry Leray, Jean Chabot, Paul Durivault, Jacques Philippe…
Véritable « école nantaise », selon les mots du critique d'art nantais Gavy-Beledin, le Groupe Régional Indépendant organisa sept expositions, jusqu'en 1941.
La première eut lieu du 15 au 30 mars[Quand ?] à la galerie P. Goulet 18, rue Racine à Nantes.